# 黑點石斑魚
黑點石斑魚，俗名為石斑、過魚，為輻鰭魚綱鱸形目鱸亞目鮨科的其中一個種。

## 分布
本魚分布於印度西太平洋區。

## 深度
水深1至30公尺。

## 特徵
本魚體長橢圓形，側扁而粗壯，上頜向後超過眼之後緣以後；眼徑約與吻長相等。頭背部略斜直；眶間區平坦。眼小，短於吻長。口大；上下頜前端具小犬齒或無，兩側齒細尖。身體呈淡灰色或灰褐色，有六角形之褐色斑點；近腹面漸疏而變為圓斑。體被細小櫛鱗；側線鱗孔數56至68枚；縱列鱗數83至99枚。背鰭第八至十一棘之間有一大型黑斑。背鰭具硬棘6枚，軟條14至16枚；臀鰭硬棘3枚，軟條8枚；腹鰭腹位，末端延伸不及肛門開口；胸鰭圓形，中央之鰭條長於上下方之鰭條，且長於腹鰭，但短於後眼眶長；尾鰭圓形。體長可達30公分。

## 生態
本魚大多在珊瑚礁區附近巡遊、覓食，以小魚、甲殼類類為主要食物，偏好有泥沙底質的岩礁環境。

## 經濟利用
食用魚，肉質味道相當甜美，適合煮湯。